# خنسانو
خنسانو (انگلیسی: Jenesano) یک منطقه مسکونی در کشور کلمبیا است.